# سیریا
سیریا (به اسپانیایی: Ciria) یکی از دهستان های اسپانیا است که در سریا واقع شده‌است.

## خصوصیات
سیریا ۵۲ کیلومترمربع مساحت و ۱۰۳ نفر جمعیت دارد.